# Jean-Pierre Leguay (historien)
Pour les articles homonymes, voir Jean-Pierre Leguay.
Jean-Pierre Leguay, né le 29 mai 1938 à Canisy (Manche), mort le 27 février 2013  à Chambéry (Savoie), est un historien médiéviste, auteur de nombreux travaux sur le Moyen Âge, directeur de collection.

## Biographie

### Famille
Il est marié à Thérèse, professeur agrégé d'histoire. Ils ont collaboré sur de nombreux ouvrages, notamment sur la Savoie.

### Carrière
- Agrégé de l’université (1962).
- Docteur de troisième cycle (1968).
- Docteur d’État (1978). Auteur de très nombreux travaux sur le Moyen Âge, directeur de collections, participant à des colloques internationaux.
- Professeur des universités de Rennes II - Haute-Bretagne (1964-1973), Savoie (1973-1988), Rouen (1988-2000).
- Membre des jurys de CAPES et d’agrégation d’histoire (1987-1994).
- Professeur émérite de l’université de Haute-Normandie.

## Travaux

### Ouvrages

#### Direction de collection
L'Histoire de la Savoie en quatre volumes publiés sous la direction de Jean-Pierre Leguay est une collection déjà ancienne, mais c'est « la seule bonne synthèse pour une approche détaillée de l'histoire de la Savoie. Aujourd'hui un peu vieillie, elle reste néanmoins la seule synthèse d'envergure sur l'histoire locale faite par des universitaires et des historiens spécialistes de la question ».
- Jean Prieur, Aimé Bocquet, Michelle Colardelle, Jean-Pierre Leguay, Jean Loup, Jean Fontanelle, Histoire de Savoie : La Savoie des origines à l'an mil : Histoire et archéologie, Rennes, Ouest France Université, 1983, 442 p. (ISBN 2-85882-495-9, lire en ligne)[Note 1]

- Réjane Brondy - Bernard Demotz- J.P.Leguay, La Savoie de l’an Mil à la Réforme, 1984, Collection Ouest-France Université, Rennes[3],[Note 2]

- Roger Devos - Bernard Grosperrin, La Savoie de la Réforme à la Révolution française, 1985, Collection Ouest-France Université, Rennes[4],[Note 3]

- André Palluel-Guillard - Ch. Sorrel - G. Ratti - A. Fleury - J. Loup - - J.P. Leguay, La Savoie de la Révolution à nos jours (XIXe – XXe siècles), 1986, Collection Ouest-France Université, Rennes[5],[Note 4]

- Jean-Pierre Leguay, Histoire de Vannes et de sa région, 1988, Éditions Privat, Toulouse[6],[Note 5]

- Paul-Albert Février, Histoire de la Provence....: La Provence des origines à l'an mil, Histoire et archéologie, 1989, Éditions Ouest-France, Rennes[7],[Note 6]

- François Xavier Emmanuelli, Histoire de la Provence....: La Provence moderne, 1481-1800, 1991, Éditions Ouest-France, Rennes[8],[Note 7]

- Jean-Pierre Leguay, Histoire d'Aix-les-Bains et de sa région... : une grande station thermale, 1992, Éditions de l’Avenir, Aix-les-Bains[9],[Note 8]

- François Xavier Emmanuelli, La Provence contemporaine de 1800 à nos jours, 1994, Éditions Ouest-France, Rennes[10],[Note 9]

#### Ouvrages personnels
- Jean-Pierre Leguay, La ville de Rennes au XVe siècle à travers les comptes des miseurs, 1969, Éditions C. Klincksieck, Paris[11],[Note 10]

- Jean-Pierre Leguay, Vannes au XVe siècle : aspects institutionnels, économiques et sociaux, 1976, Société polymathique du Morbihan, Vannes[12],[Note 11]

- Jean-Pierre Leguay, Les Villes bretonnes à la fin du Moyen Âge - 1364 à 1515, 1978, Université Michel de Montaigne-Bordeaux III, Bordeaux[13],[Note 12]

- Jean-Pierre Leguay, Les Villes en Savoie et en Piémont au Moyen Âge, 1979, Centro Interuniversitario di Ricerche sul "Viaggio in Italia", Turin[14],[Note 13]

- Jean-Pierre Leguay, Un réseau urbain au Moyen Âge, les villes du duché de Bretagne aux XIVe et XVe siècles, 1981, Éditions Maloine, Paris[15],[Note 14]

- Jean-Pierre Leguay, La Rue au Moyen Âge, 1984, Éditions Ouest-France, Rennes[16],[Note 15]

- Jean-Pierre Leguay, Atlas historique des villes de France : Fougères, 1987, Éditions du Centre national de la Recherche scientifique, Paris[17],[Note 16]

- Jean-Pierre Leguay, Le Rôle des Augustins dans les villes et dans les villages savoyards au Moyen Âge : XIIe – XVe siècle, 1987, Slatkine, Genève[18],[Note 17]

- Jean-Pierre Leguay, Les Burgondes et la "Sapaudia", 1988, Société Savoisienne d'Histoire et d'Archéologie, Chambéry[19],[Note 18]

- Jean-Pierre Leguay, La Propriété et le marché de l'immobilier à la fin du Moyen Âge dans le royaume de France et dans les grands fiefs périphériques, 1989, École française de Rome, Rome[20],[Note 19]

- Jean-Pierre Leguay, La duchesse Anne et ses bonnes villes, 1992, Centre de recherche bretonne, Brest[21],[Note 20]

- Jean-Pierre Leguay, Les Mérovingiens en Savoie (534-751), 1992, Académie de la Val d'Isère, Moûtiers[22],[Note 21]

- Jean-Pierre Leguay, Ancenis du XIIIe au début du XVIe siècle, 1999, Société d'histoire et d'archéologie de Bretagne, Rennes[23],[Note 22]

- Jean-Pierre Leguay, La pollution au Moyen Âge dans le royaume de France et dans les grands fiefs, 1999, Éditions Jean-Paul Gisserot, Paris[24],[Note 23]

- Jean-Pierre Leguay, La Ville de Quimperlé du XIIe au début du XVIe siècle, 1999, Centre de recherche bretonne et celtique, Brest[25],[Note 24]

- Jean-Pierre Leguay, Les métiers de l'artisanat dans les villes du duché de Bretagne aux XIVe et XVe siècles, 1999, (non renseigné), (non renseigné)[26],[Note 25]

- Jean-Pierre Leguay, Auray et sa châtellenie : (XIe -milieu XVIe siècle), 2000, Societé d'histoire et d'archéologie de Bretagne, Rennes[27],[Note 26]

- Jean-Pierre Leguay, Une ville épiscopale : Dol, des origines au début du XVIe siècle, 2001, Société d'histoire et d'archéologie de Bretagne, Rennes[28],[Note 27]

- Jean-Pierre Leguay, L’Eau dans la ville au Moyen Âge, 2002, Presses universitaires de Rennes, Rennes[29],[Note 28]

- Jean-Pierre Leguay, L’Europe carolingienne : VIIIe – Xe siècles, 2002, Éditions Belin, Paris[30],[Note 29]

- Jean-Pierre Leguay, L’Europe des États barbares Ve – VIIIe siècles, 2002, Éditions Belin, Paris[31],[Note 30]

- Jean-Pierre Leguay, Les catastrophes au Moyen Âge, 2005, Éditions Jean-Paul Gisserot, Paris[32],[Note 31]

- Jean-Pierre Leguay, Histoire de la Savoie, 2005, Éditions Jean-Paul Gisserot, Paris[33],[Note 32]

- Jean-Pierre Leguay, Vivre en ville au Moyen Âge, 2006, Éditions Jean-Paul Gisserot, Paris[34],[Note 33]

- Jean-Pierre Leguay, Le Feu au Moyen Âge, 2008, Presses universitaires de Rennes, Rennes[35],[Note 34]

- Jean-Pierre Leguay, Pauvres et marginaux au Moyen Âge, 2009, Éditions Jean-Paul Gisserot, Paris[36],[Note 35]

- Jean-Pierre Leguay, Terres urbaines : places, jardins et terres incultes dans la ville au Moyen Âge, 2009, Presses universitaires de Rennes, Rennes[37],[Note 36]

- Jean-Pierre Leguay, Vivre dans les villes bretonnes au Moyen Âge, 2009, Presses universitaires de Rennes, Rennes[38],[Note 37]

- Jean-Pierre Leguay, Farceurs, paillards et polissons en France au Moyen Âge, 2010, Éditions Jean-Paul Gisserot, Paris[39],[Note 38]

- Jean-Pierre Leguay, Air et le vent au Moyen Âge, 2011, Presses universitaires de Rennes, Rennes[40],[Note 39]

- Jean-Pierre Leguay, Un aspect du patrimoine breton, non référencé, Presses universitaires de Rennes, Rennes[41],[Note 40]

#### Participation à des ouvrages collectifs
- Jean Delumeau, Histoire de la Bretagne, 1969, Éditions Privat, Toulouse[42],[Note 41]

- Yves Le Gallo, Histoire de Brest, 1976, Éditions Privat, Toulouse[43],[Note 42]

- Jean Meyer, Histoire de Rennes, 1984, Éditions Privat, Toulouse[44],[Note 43]

- Emanuele Kanceff - Jean-Pierre Leguay - Luciana Quagliotti - Louis Terreaux, Travailler la terre en Savoie et en Piémont, 1985, Éditions Slatkine, Genève[45],[Note 44]

- Loïc-René Vilbert, Dinan au Moyen Âge, 1986, Dinan (Bibliothèque municipale), Dinan[46],[Note 45]

- Charles Higounet - Patrick André - Jean-Pierre Leguay - Claude Nières, Atlas historique des villes de France : Vannes, 1987, Éditions du Centre national de la Recherche scientifique, Paris[47],[Note 46]

- Paul Guichonnet, Histoire d'Annecy, 1987, Éditions Privat, Toulouse[48],[Note 47]

- Suzanne Galzin - Thérèse Leguay - Jean Loup - Sandrine Malod-Prisset, La Savoie: terre de défis et de conquêtes : des alpages aux stations d'altitude, 1992, Éditions Ouest-France Université, Rennes[49],[Note 48]

- Thérèse & Jean Pierre Leguay - Hervé Boulé - Hervé Champollion - André Guérin, Amare le Savoie, 1993, Éditions Ouest-France, Rennes[50],[Note 49]

- Thérèse & Jean-Pierre Leguay, Les Savoies, 1993, Éditions Ouest-France, Rennes[51],[Note 50]

- Joel Serrão, Nova história de Portugal, volume 2, 1993, Éditions Presença, Lisbonne[52],[Note 51]

- Jean-Pierre Leguay & Hervé Martin, Fastes et malheurs de la Bretagne ducale 1213-1532, 1997, Éditions Ouest-France Université, Rennes[53],[Note 52]

- Thérèse & Jean-Pierre Leguay, Histoire de la Normandie, 1997, Éditions Ouest France, Rennes[54],[Note 53]

- Jean-Pierre Leguay - Philippe Lardin - Jean-Louis Roch, La Ville médiévale en deçà et au-delà de ses murs : mélanges Jean-Pierre Leguay, 2000, université de Rouen, Rouen[55],[Note 54]

- Thérèse & Jean-Pierre Leguay, La Savoie, 2000, Éditions de Borée, Clermont-Ferrand[56],[Note 55]

- Michael Jones - Rosamond McKitterick, The New Cambridge Medieval History: Volume 6, C.1300-c.1415, 2000, Cambridge University Press, Cambridge[57],[Note 56]

- Thérèse & Jean-Pierre Leguay, La Haute-Savoie, 2001, Éditions de Borée, Clermont-Ferrand[58],[Note 57]

- Philippe Lardin - Jean-Pierre Leguay, Les métiers du bâtiment en Normandie orientale (XIVe – XVIe siècles) (les matériaux et les hommes), 2001, Presses universitaires du Septentrion, Villeneuve-d'Ascq[59],[Note 58]

- Anne-Marie Flambard Héricher - Yannick Marec, Médecine et société, 2005, Publication des Universités de Rouen et du Havre, Mont-Saint-Aignan[60],[Note 59]

- Thérèse & Jean-Pierre Leguay - Jérôme Lescarret, 100 dates de l'histoire de France, 2008, Éditions Jean-Paul Gisserot, Paris[61],[Note 60]

- Fabrice d'Almeida, La Guerre de Cent Ans, 2012, éditions Fayard, Paris[62],[Note 61]

- Thérèse Leguay et Jean-Pierre Leguay, La Savoie, des origines à nos jours, Rennes, Éditions Ouest-France, coll. « Histoire des provinces », 2014, 128 p..

### Audiovisuel

#### Film documentaire
- Patrice Roturier - Alain Croix - Jean-Pierre Leguay - Alain Gallicé, Vivre en Bretagne : de Jean V à la duchesse Anne, 1996, Presses universitaires de Rennes, Rennes[63],[Note 62]

#### Cours publics de la Cité de l’architecture et du patrimoine
Jean-Pierre Leguay participe aux cours publics (saison 2009-2010) de la Cité de l'architecture et du patrimoine avec un cours sur « Nantes et Rennes au temps des Montforts » (1364-1492).

### Colloques & Revues
Jean-Pierre Leguay a apporté sa contribution à de nombreux colloques et de nombreuses revues

#### Participation à des colloques
- 1491. La Bretagne, terre d’Europe, colloque international, Brest (2 - 4 octobre 1991), organisé par le Centre de recherche bretonne et celtique (CNRS) de l'université de Bretagne-Occidentale[68].

Jean Kerhervé - Tanguy Daniel, 1491 la Bretagne, terre d'Europe, 1992, Centre de recherche bretonne et celtique, Brest,
- Par la fenestre, colloque international, Aix-en-Provence (2002), Centre universitaire d'études et de recherches médiévales d'Aix-en-Provence

Par la fenestre, n° 49, 2003, Études de littérature et de civilisation médiévales réunies par Chantal Connochie-Bourgne,